# ホンダ・H型エンジン
ホンダ・H型エンジン（ホンダ・Hがたエンジン）は、本田技研工業で製造されていた中型車種の直列4気筒ガソリンエンジン。全機種がDOHC仕様である。

## 機構

### DOHC VTEC
- H22A/H23A

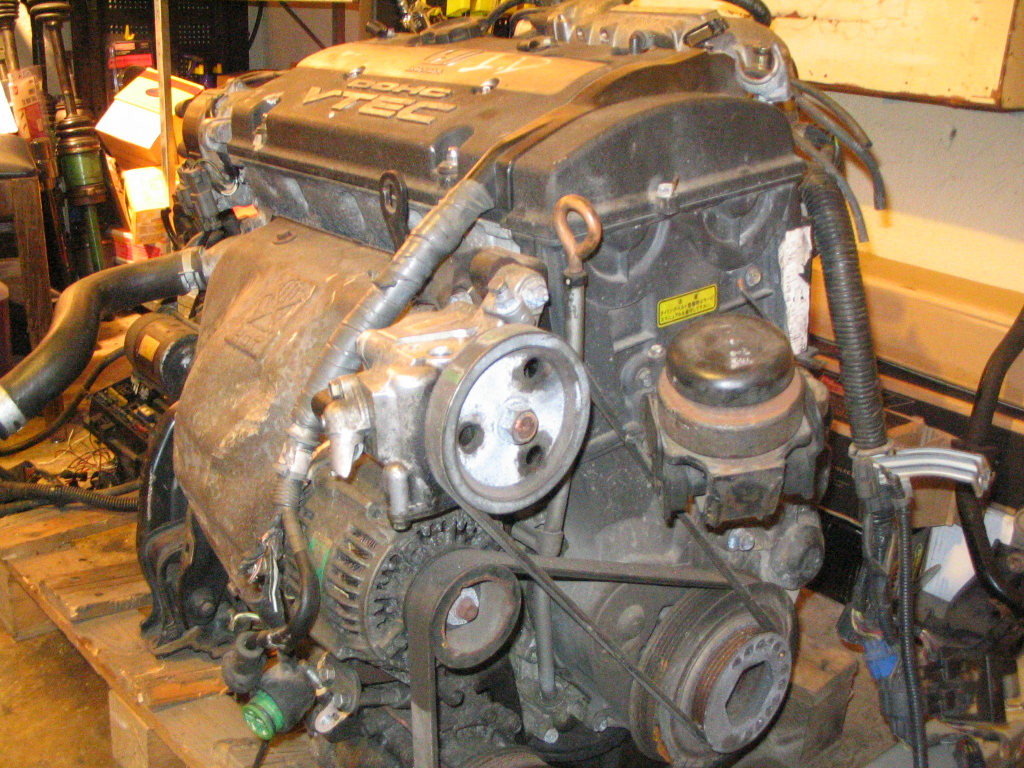
H22A

「DOHC VTEC」仕様のF型エンジンの基本構造を継承してより高出力を狙った機種であり、発表当時はエンジンだけで80万円とも言われ、細部にまでホンダの技術が凝縮されたエンジンである。モータースポーツではフォーミュラ3やスーパー・ツーリングカー用のベースエンジンとしても採用されていた。なお、ホンダの生産するエンジンでは、出力取出軸端からの回転方向が時計回りのレイアウトを最後に取った機種でもある。
吸・排気共に2個ずつバルブを備え、ハイ側吸気カムの最大リフト量は11.5mmと、他型式のVTECエンジンと比較しても大きい。そのため、高回転時の追従性を向上させる目的から異形断面のバルブスプリングが適用されている。初期仕様のみ、アルミ製シリンダーブロックに「NDC (New Diecast) 」と呼ぶ高圧鋳造を用いたクローズドデッキ仕様も存在する。シリンダーにFRM (Fiber Reinforced Metal) を採用して剛性を高めるとともに、従来機種と比較しボアピッチを狭めてコンパクト化を図っている。クランクシャフトの支持剛性を上げるためにディープ・スカート形状になっている。2次のエンジンの振動を低減させるためのバランサーが装着された。
インテークマニホールドの各気筒のポートにインジェクターが取付けられたマルチポイント式PGM-FIを採用し、インテークマニホールドには可変慣性吸気装置が装備されている。エキゾーストマニホールドはステンレス製の4-2-1集合で、排気抵抗の低減や排気脈動による排気効率を高めた。

### DOHC
- H23A

アスコットイノーバと、当時提携関係にあった英ローバーのローバー・600用に初期型H22Aベースで開発された。
FRMシリンダーライナーやクローズドデッキ構造のシリンダーブロックを踏襲し、ストロークを伸ばし排気量を拡大された。可変慣性吸気システムやツインバランサーシャフトなども装備されたが、搭載車両の特性上、高回転化の必要性が無かったため、動弁系にはVTECは装着されていない。

## 歴史
- 1991年9月19日に発表された4代目プレリュードに、2,200ccのH22Aが初めて採用された。
- 1992年3月3日に発表されたアスコットイノーバに、2,300ccのH23Aが初めて採用された。
- 1996年11月7日に発表された5代目プレリュード・タイプSに、ハイチューン仕様のH22Aが採用。
- 1999年1月21日に発表された3代目アコードワゴンに、VTEC仕様のH23Aが採用。
- 2002年にアコードワゴンのモデルチェンジによって、H型エンジンの生産も終了した。

## バリエーション

### H22A
- 弁機構：DOHC VTEC ベルト駆動 吸気2 排気2
- 排気量：2,156cc
- 内径×行程：87.0mm×90.7mm
- 燃料供給装置形式：電子制御燃料噴射式（PGM-FI）
- 参考スペック（CL1 アコード・ユーロR）
  - 最高出力：162kW(220PS)/7,200rpm
  - 最大トルク：221N·m(22.5kgf·m)/6,700rpm

### H23A
DOHC
- 弁機構：DOHC ベルト駆動 吸気2 排気2
- 排気量：2,258cc
- 内径×行程：87.0mm×95.0mm
- 燃料供給装置形式：電子制御燃料噴射式（PGM-FI）
- 参考スペック（CC5 アスコットイノーバ）
  - 最高出力：121kW(165PS)/5,800rpm
  - 最大トルク：211N·m(21.5kgf·m)/4,500rpm
- H23A3：欧州仕様

DOHC VTEC
- 弁機構：DOHC VTEC ベルト駆動 吸気2 排気2
- 排気量：2,258cc
- 内径×行程：87.0mm×95.0mm
- 燃料供給装置形式：電子制御燃料噴射式（PGM-FI）
- 参考スペック（CH9 アコードワゴン）
  - 最高出力：147kW(200PS)/6,800rpm
  - 最大トルク：221N·m(22.5kgf·m)/5,300rpm

## 搭載車種
H22A
- プレリュード （BB1/4/6/8）
- アコード （CD6）
- アコードクーペ（CD8）
- アコードワゴン （CF2）
- アコードユーロR （CL1）
- トルネオユーロR （CL1）

H23A
- アスコットイノーバ （CC4/5）
- アコードワゴン （CH9/CL2）

H23A3
- ローバー623SLi （RHH23）